# Polytrichites aichiense
Polytrichites aichiense là một loài Rêu trong họ Polytrichaceae. Loài này được (Yasui) Yasui miêu tả khoa học đầu tiên năm 1929.